# ارين جونسون
ارين جونسون (بالإنجليزية: Warren Johnson)‏ هو سائق سباق أمريكي، ولد في 7 يوليو 1943 في فيرجينيا في الولايات المتحدة.